# كتيفة (عمارة)

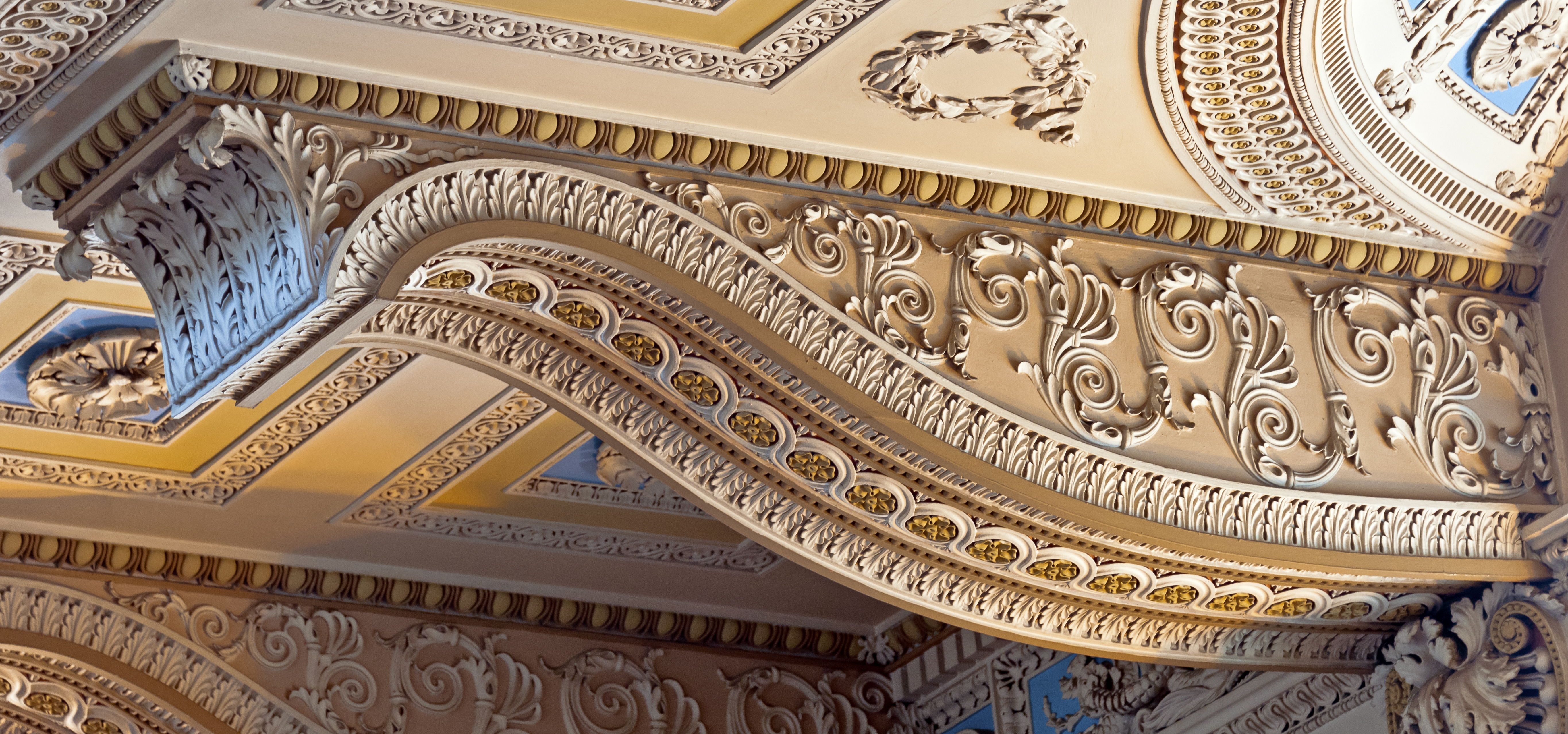
كتيفة مفصلة في كنيسة مستشفى غرينتش في لندن

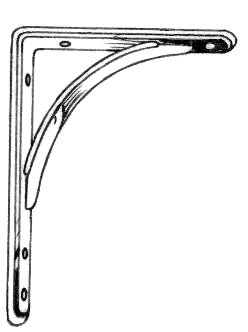
كتيفة لرف أو أشياء معلقة

الكتيفة أو الثَّلِيثة هو عنصر معماري : عضو إنشائي أو زخرفي. قد تكون مصنوعة من الخشب أو الحجر أو الجبس أو المعدن أو غيرها من الوسائط. إنها تنطلق من جدار ، عادة لتحمل الوزن وأحيانًا "... تقوية الزاوية".  الطنف هو أحد أنواع الكتائف.

## المراجع

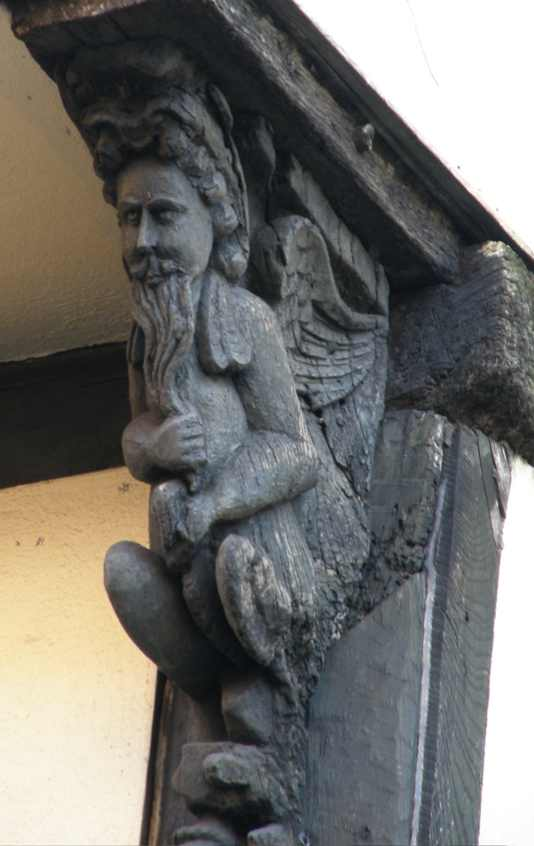
تستخدم الكتائف في الهياكل الخشبية التقليدية